# Blind Lemon Jefferson
"Blind" Lemon Jefferson (24 de setembro de 1893 - 19 de dezembro de 1929) foi um cantor e guitarrista de blues estadunidense, natural do Texas. Ele foi um dos mais populares cantores de blues da década de 1920, e foi intitulado Pai do Texas blues".

## Biografia
Lemon Jefferson nasceu cego próximo a Couthman, Texas no condado de Freestone, próximo de onde hoje é a a cidade de Wortham. A data de seu nascimento é contraditória por aparecer diferente em relatórios do censo e antigos documentos. Em 1900, sua família estava trabalhando em uma fazenda ao sudeste de Streetman, e a data de nascimento de Lemon é indicada como setembro de 1893 no censo de 1900. O censo de 1910 feito em maio após seu aniversário, confirma o ano de 1893, e indica que a família estava trabalhando ao noroeste de Wortham, próximo de onde ele nasceu.
Em 1917 no seu alistamento Jefferson informou como data de nascimento 26 de outubro de 1894, afirmando que havia morado em Dallas, Texas, e que havia nascido cego. O censo de 1920 registrou sua volta para a area do condado de Freestone e que estava morando com um meio irmão em uma fazenda entre Wortham e Streetman.
Jefferson aprendeu a tocar violão quando tinha aproximadamente dez anos, e começou a se apresentar em picnics e festas. Ele também se tornou um músico de rua tocando nas cidades do leste de Texas na frente de barbearias e esquinas. De acordo com sua prima, Alec Jefferson, foi uma época difícil, homens prostituiam mulheres e vendiam bebida contrabandeada enquanto Lemon cantava para eles durante toda a noite... ele começava a cantar a partir das oito horas e continuava até às quatro da madrugada... na maioria das vezes era somente ele sentado tocando e cantando a noite inteira.
No começo da década de 1910, Jefferson começou a viajar frequentemente para Dallas, onde ele conheceu Leadbelly com quem tocou diversas vezes. Em Dallas, Jefferson era uma das primeiras e mais proeminentes figuras do movimento Blues que estava se desenvolvendo na área de Deep Ellum. Após um tempo acabou se mudando para Deep Ellum (aproximadamente em 1917), onde conheceu Aaron Thibeaux Walker, mais conhecido como T-Bone Walker. Ele ensinou a T-Bone o básico da guitarra blues, em troca T-Bone servia como seu guia. No fim da década, Jefferson estava ganhando dinheiro suficiente para sustentar uma esposa e filho.

### O começo na carreira de gravações
A primeira gravação de Jefferson foi um single com duas músicas Gospel ("I Want to be like Jesus in my Heart" e "All I Want is that Pure Religion"), lançadas sob o nome Deacon L. J. Bates. Essa gravação levou a uma segunda sessão em março de 1926. Suas primeiras gravações com seu nome, "Booster Blues" e "Dry Southern Blues," foram hits; da mesma sessão também foram lançadas, "Got the Blues" e "Long Lonesome Blues," que se tornaram rapidamente sucesso. Blind Lemon Jefferson gravou aproximadamente 100 faixas entre 1926 e 1929; 43 delas a Gramophone records lançou, todas menos uma foram distribuídas pela Paramount Records. Infelizmente as técnicas de estúdio da Paramount Records tinham uma qualidade ruim, e o resultado das gravações não ficou melhor do que se tivessem sido feitas em um quarto de hotel. De fato, em maio de 1926, a Paramount re-gravou Jefferson tocando seus hits "Got the Blues" e "Long Lonesome Blues" em melhores condições no Marsh Laboratories (Autograph Records), e lançamentos subsequentes usaram essas novas versões. Ambas as versões são encontradas em coletâneas e podem ser comparadas.

### Histórias
Conforme cresceu sua fama, boatos sobre sua vida surgiram. Um empregado da Paramount contou ao biógrafo Orrin Keepnews que Jefferson era mulherengo e beberrão; por outro lado, um ex-vizinho de Jefferson em Chicago, Romeo Nelson, declarou que ele era "caloroso e cordial" e o cantor Rube Lacy disse que Jefferson sempre se recusava em tocar domingo, mesmo que lhe oferecessem duzentos dólares. Também foram feitas afirmações de que ele ganhava dinheiro lutando antes de ter sucesso no ramo da música, o que serviria como prova de que ele não nasceu cego.

### Morte
Jefferson morreu em Chicago no dia 19 de dezembro de 1929, seu atestado de óbito registra como causa "provavelmente miocardite aguda". Por muitos anos rumores circularam de que uma namorada ciumenta havia envenenado seu café, mas um cenário mais provável seria de que teve um ataque cardíaco ao ficar desorientado após uma nevasca, e teria congelado até a morte.
Outras fontes contam que a causa de sua morte foi um ataque cardíaco que sofreu ao ser atacado por um cachorro durante a noite. Mais recentemente, no livro "Tolbert's Texas," foi afirmado de que foi morto em um assalto em uma estação de trem ao roubarem o dinheiro que ele havia recebido de royalties.
A Paramount Records pagou pelo retorno de seu corpo para o Texas de trem, acompanhado pelo pianista Will Ezell. Jefferson foi enterrado no "Wortham Black Cemetery". Em 2007 o nome do cemitério foi trocado para "Blind Lemon Memorial Cemetery."
Jefferson estava entre os induzidos ao Blues Hall of Fame em sua inauguração.